# Andrea Elson
Andrea Elson (Nova York, 6 de março de 1969) é uma ex-atriz estadunidense. Tendo iniciado sua carreira como modelo e atriz infantil, é mais conhecida por seus papéis na televisão: como Alice Tyler na série de ficção científica da CBS Whiz Kids, e como Lynn Tanner na comédia da NBC ALF, pelo qual recebeu duas indicações ao Young Artist Award, em 1986 em 1989.

## Vida pessoal
Elson nasceu na cidade de Nova York em 6 de março de 1969. Ela cresceu nesta cidade com seus pais e sua irmã mais velha, Samantha (nascida aproximadamente em 1966). Enquanto Elson era ainda uma criança, sua família mudou-se para San Diego, Califórnia por um período de quatro anos, antes de retornarem para Westchester County, estado de Nova York.
Durante seus anos de atriz adolescente, as revistas teen relataram que Elson tinha frequentado o ensino médio em Westchester County. Seus interesses extracurriculares à época incluíam passeios a cavalo, softball, futebol e natação, bem como piano, que ela, supostamente, começou a estudar na idade de sete anos.

## Carreira
Elson iniciou sua carreira como uma atriz e modelo infantil, aparecendo em inúmeros comerciais e publicações impressas. Ela também apareceu em várias produções de teatro comunitário quando criança, em San Diego.
Em 1983, aos 14 anos, fez sua estreia na televisão na série da CBS Whiz Kids. Nesta série, Elson interpretou Alice Tyler, co-estrelando ao lado de Matthew Laborteaux, Todd Porter e Jeremy Jacquet como um grupo de adolescentes detetives que resolve crimes e leva os agressores à justiça com a ajuda de um computador falante.
Embora Whiz Kids tenha durado apenas uma temporada, O papel de Elson como Alice estabeleceu-a como co-estrela adolescente aos 14 anos de idade, e destaque em várias revistas jovens da época, incluindo 16 magazine, Bop e Teen Beat, entre outras. O papel também levou Elson e o restante do elenco adolescente de Whiz Kids a fazer uma aparição cruzada em um episódio de Simon & Simon de 1983 intitulado "Fly the Alibi Skies".
Em 1986, Elson conseguiu um papel coadjuvante na sitcom da NBC ALF. Nesta série, ela interpretava Lynn Tanner, a filha adolescente de uma típica família de classe média de um subúrbio dos Estados Unidos que adota um simpático extraterrestre, interpretado pelo bonequeiro Paul Fusco. A série durou quatro temporadas e levou Elson a duas indicações ao Young Artist Award, antes do cancelamento do programa em 1990.
Após o cancelamento de ALF, Elson acabou aparecendo em vários papéis na televisão, estrelando numerosas séries de televisão, incluindo Who's the Boss?, Parker Lewis Can't Lose, ABC Afterschool Special, Married...with Children, Mad About You, Step by Step e The Young and the Restless, bem como em diversos telefilmes, como Class Cruise e Frankenstein: The College Years.

## Filmografia
- Whiz Kids (1983–1984)
- Simon & Simon (1984)
- ALF (1986–1990)
- Class Cruise (1989)
- Parker Lewis Can't Lose (1990)
- Who's the Boss? (1990)
- They Came from Outer Space (1990)
- ABC Afterschool Special (1991)
- Frankenstein: The College Years (1991)
- Married People (1991)
- Married...with Children (1993)
- Mad About You (1994)
- Surgical Strike (1994) (Video Game)
- Step by Step (1996)
- Kirk (1996)
- Men Behaving Badly (1997)
- The Young and the Restless (1998)